# 壱岐の蔵酒造
壱岐の蔵酒造株式会社（いきのくらしゅぞう）は、長崎県壱岐市に本社を置く壱岐焼酎の製造、および販売を行う企業である。
1984年（昭和59年）5月、壱岐島内の酒造会社6事業所（篠崎酒造・長谷川酒造・吉田酒造・原田酒造・殿川酒造・石橋酒造）の全面協業により
「壱岐焼酎協業組合」として設立。2010年（平成22年）10月1日に壱岐の蔵酒造株式会社として社名・組織変更。

## 概要
- 社名　壱岐の蔵酒造株式会社
- 設立　1984年（昭和59年）
- 本社　長崎県壱岐市芦辺町湯岳本村触520

## 主な銘柄
- 壱岐の島
- 壱岐の島 伝匠
- 壱岐っ娘（いきっこ） - 壱岐島で青春期を過ごした長岡秀星がラベルのイラストを手がけた。
- 壱岐っ娘 Deluxe
- 二千年の夢
- 大祖（たいそ）
- なでしこ（花酵母焼酎）
- 玉姫（花酵母焼酎）
- ゆずりきゅーる
- しそりきゅーる

【限定流通】
- 壱岐の島 かめ貯蔵
- 九國
- 島蔵
- 無一物
- 九十九
- 放下著
- 村正
- 同田貫